# Liste der Naturdenkmale in Talheim (Landkreis Tuttlingen)
| Naturdenkmale | Anzahl |
| ------------- | ------ |
| FND           | 1      |
| END           | 8      |
| Gesamt        | 9      |

Die Liste der Naturdenkmale in Talheim nennt die verordneten Naturdenkmale (ND) der im baden-württembergischen Landkreis Tuttlingen liegenden Gemeinde Talheim. In Talheim gibt es insgesamt neun als Naturdenkmal geschützte Objekte, davon ein flächenhaftes Naturdenkmal (FND) und acht Einzelgebilde-Naturdenkmale (END).
Stand: 26. März 2017.

## Flächenhafte Naturdenkmale (FND)
| Name                       | Bild | Kennung     | Einzelheiten | Position | Fläche Hektar | Datum        |
| -------------------------- | ---- | ----------- | ------------ | -------- | ------------- | ------------ |
| Feuchtgebiet im Götzenloch |      | 83270480006 | Talheim      | ???      | 0,5           | 9. März 1992 |
| Legende für Naturdenkmal   |      |             |              |          |               |              |

## Einzelgebilde (END)
| Name                                | Bild | Kennung     | Einzelheiten | Position | Fläche Hektar | Datum        |
| ----------------------------------- | ---- | ----------- | ------------ | -------- | ------------- | ------------ |
| Kandelaberfichte                    | BW   | 83270480003 | Talheim      | ⊙        | 0,0           | 9. März 1992 |
| Neungipflige Weideforche            | BW   | 83270480005 | Talheim      | ⊙        | 0,0           | 9. März 1992 |
| Zweigipflige Fichte                 | BW   | 83270480004 | Talheim      | ⊙        | 0,0           | 9. März 1992 |
| 1 Eibe im Talheimer Wald            | BW   | 83270480008 | Talheim      | ⊙        | 0,0           | 9. März 1992 |
| 1 Eibe im Zimmerwald                | BW   | 83270480002 | Talheim      | ⊙        | 0,0           | 9. März 1992 |
| 1 Eiche im Neuenhölzle              | BW   | 83270480009 | Talheim      | ⊙        | 0,0           | 9. März 1992 |
| 1 Linde an der Straße nach Eßlingen | BW   | 83270480001 | Talheim      | ⊙        | 0,0           | 9. März 1992 |
| 1 Mehlbeere im Talheimer Wald       | BW   | 83270480007 | Talheim      | ⊙        | 0,0           | 9. März 1992 |
| Legende für Naturdenkmal            |      |             |              |          |               |              |